# Sigurd Christiansen
Sigurd Christiansen, född 17 oktober 1891 i Drammen, död 23 september 1947, var en norsk författare.
Christiansen jobbade så gott som hela livet inom postverket. Hans litterära styrka anses ligga i den psykiska analysen av etiska valsituationer. Bland hans verk märks romanerna Seireren (1915), Thomas Hergel (1917), Vort eget liv (1919), Ved Golgata (1920), Blodet (1923) och Indgangen (1925), samt skådespelen Offerdøden (1919) samt Edmund Ja'hr (1926).